# Andrew Wyeth
Andrew Newell Wyeth (Chadds Ford, Pensilvânia, 12 de Julho de 1917 - Chadds Ford, Pensilvânia, 16 de Janeiro de 2009) foi um pintor realista estadunidense, também conhecido por fazer artes regionalistas. É um dos mais conhecidos pintores norte-americanos do século XX e algumas vezes é referido como o "Pintor das Pessoas", devido à sua popularidade com o público norte-americano. Ele é filho do ilustrador e artista N. C. Wyeth, e irmão do inventor Nathaniel Wyeth e do artista Henriette Wyeth Hurd, e pai dos artistas Jamie Wyeth e Nicholas Wyeth.

## Vida pessoal
Andrew Wyeth nasceu em 1917, em Chadds Ford, na Pensilvânia, sendo o mais novo dos cinco filhos do ilustrador e pintor Newell Convers Wyeth e sua esposa, Carolyn Bockius Wyeth. Seu pai incentivou os talentos de cada um dos filhos, especialmente na arte. Era uma família muito unida, que gostava de passar muito tempo juntos lendo, dando passeios, apreciando a natureza ou estudando a história da família.
Andrew teve aulas em casa devido à saúde frágil. Assim como pai, apreciava poesia, principalmente a de Robert Frost e os escritos de Henry David Thoreau e seus ensaios sobre a natureza. Era apreciador de música e filmes, que aguçaram sua sensibilidade artística. Segundo o próprio Andrew, uma de suas maiores influências foi King Vidor. Seu pai foi seu único professor e Andrew era mantido em casa todo o tempo.
Na década de 1920, seu pai se tornaria uma celebridade e a família receberia muita gente famosa em casa, como F. Scott Fitzgerald e Mary Pickford. Andrew viu a casa se tornar um centro criativo e artístico, e também competitivo. Seus irmãos também eram talentosos. Henriette Wyeth, a mais velha, se tornaria pintora de natureza morta e retratos. Carolyn, a segunda, também era pintora. Nathaniel Wyeth, o terceiro, era inventor de sucesso. Ann era musicista e se tornaria compositora quando adulta.

## Morte
Em 16 de janeiro de 2009, Andrew Wyeth morreu enquanto dormia, depois de ficar brevemente doente, em sua casa em Chadds Ford, Pensilvânia.

## Outras leituras
- Meryman, R.: Andrew Wyeth: A Secret Life, HarperCollins 1996. ISBN 0-06-017113-8.
- Wyeth, A.: Andrew Wyeth: Autobiography, Bulfinch Press 1995. ISBN 0-8212-2217-1.

## Galerias online
- «Andrew Wyeth» (em inglês) no Museum Syndicate
- «Andrew Wyeth» (em inglês) no Bird's Nest
- «Andrew Wyeth» (em inglês) no Artnet
- «Christina's World» (em inglês) na coleção online de MoMA